# Ходжич, Армин
Армин Ходжич (босн. Armin Hodžić, 17 ноября 1994, Сараево) — боснийский футболист, нападающий македонского клуба «Шкупи» и сборной Боснии и Герцеговины.

## Карьера

### Клубная
Ходжич начинал карьеру игрока в юношеской системе клуба «Железничар» из родного города Сараево. Весной 2011 года скауты английского «Ливерпуля» пригласили его в команду. В 2012 году был отдан в аренду обратно в «Железничар», в котором отыграл два сезона. По окончании сроков контракта, так и не сыграв ни одного матча в составе главной команды «Ливерпуля», перешёл в хорватское «Динамо». Контракт с новым клубом рассчитан на пять лет.

### В сборной
Армин Ходжич выступал за юношеские сборные Боснии и Герцеговины различных возрастов. В составе молодёжной сборной был капитаном команды. В октябре 2015 года был вызван в главную национальную сборную на последние матчи отборочного турнира к чемпионату Европы 2016 против Кипра и Уэльса, однако, на поле не вышел.

## Достижения
«Железничар» (Сараево)
- Победитель чемпионата Боснии и Герцеговины (1): 2012/13

«Динамо» (Загреб)
- Победитель чемпионата Хорватии : 2014/15, 2015/16
- Обладатель кубка Хорватии : 2014/15, 2015/16

## Статистика
| Клуб                 | Сезон            | Лига | Лига | Кубок | Кубок | Еврокубки | Еврокубки | Всего | Всего |
| Клуб                 | Сезон            | Игры | Голы | Игры  | Голы  | Игры      | Голы      | Игры  | Голы  |
| -------------------- | ---------------- | ---- | ---- | ----- | ----- | --------- | --------- | ----- | ----- |
| Железничар (Сараево) | 2012/13          | 17   | 4    | 5     | 0     | –         | –         | 22    | 4     |
| Железничар (Сараево) | 2013/14          | 28   | 14   | 4     | 1     | 2         | 0         | 34    | 15    |
| Железничар (Сараево) | Всего            | 45   | 18   | 9     | 1     | 2         | 0         | 56    | 19    |
| Динамо (Загреб)      | 2014/15          | 6    | 1    | 3     | 1     | 0         | 0         | 9     | 2     |
| Динамо (Загреб)      | 2015/16          | 17   | 11   | 3     | 3     | 6         | 2         | 26    | 16    |
| Динамо (Загреб)      | Всего            | 23   | 12   | 6     | 4     | 6         | 2         | 35    | 18    |
| Всего за карьеру     | Всего за карьеру | 68   | 30   | 15    | 5     | 8         | 2         | 91    | 37    |